# Scout (família de foguetes)

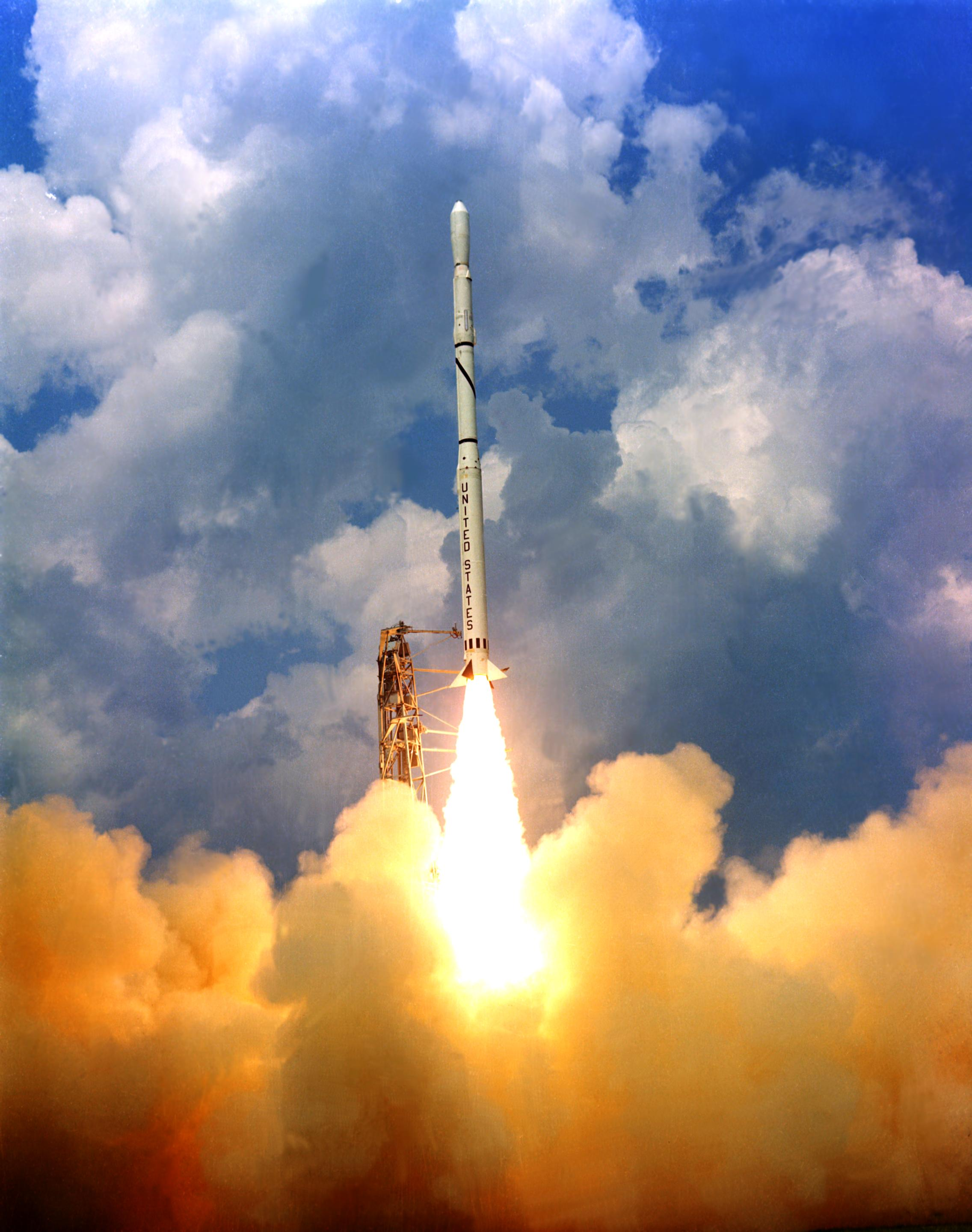
Um foguete da família Scout logo após o lançamento.

A família de foguetes Scout, foi um conjunto de veículos lançadores projetados para colocar pequenos satélites
em órbita. Era um foguete de quatro estágios, tendo sido o primeiro (e por muito tempo o único), veículo lançador de satélites
totalmente composto por motores movidos a combustível sólido.
O termo "Scout" nesse caso, é considerado por alguns, uma abreviação de: Solid Controlled Orbital Utility Test system. Considerando
todos os modelos e variantes, os foguetes Scout, foram utilizados entre 1961 e 1994.
Para agilizar a disponibilização dos veículos, a equipe de desenvolvimento optou por usar motores já disponíveis, produzidos para os programas
militares.

## Histórico

### O início

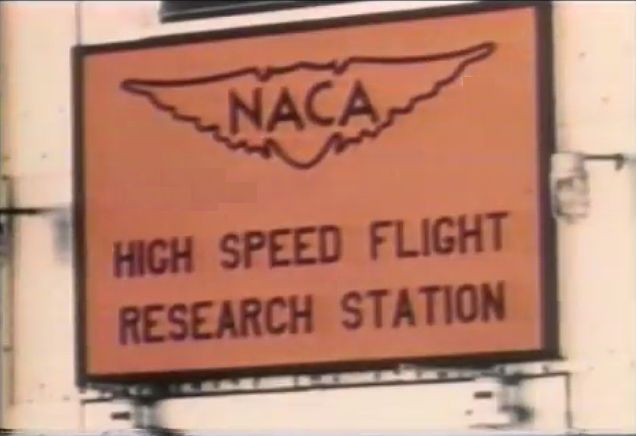
Placa no centro de pesquisas em Langley.

O desenvolvimento dos foguetes Scout, demonstra claramente as dificuldades encontradas no início da era da "Corrida espacial". Este foguete de quatro
estágios, movido exclusivamente a combustível sólido, era relativamente pequeno. Foi concebido em 1956, na Pilotless Aircraft Research Division (PARD)
da NACA, localizada em Langley, na Virgínia, como uma solução simples e eficaz para colocar pequenos satélites em órbita.
Já havia na época, uma certa experiência adquirida na montagem de vários foguetes de teste com múltiplos estágios movidos a combustível sólido. O foguete Scout,
acabou demonstrando ser, o mais econômico, confiável e versátil veículo lançador da história. Para chegar a esta situação no entanto, foram quatro anos de muitos
problemas e dificuldades que tiveram que ser suplantadas.
Em meados da década de 50, estavam disponíveis vários motores de foguete a combustível solido oriundos do crescente arsenal de mísseis balísticos militares,
como o Cherokee e o Jupiter, sendo esse último, o maior daquela época. Os engenheiros da PARD, estavam convencidos de que: combinando alguns desses
motores de forma inteligente, em configurações de três ou quatro estágios, a NACA teria num curto espaço de tempo, um veículo lançador, capaz de colocar pequenos
satélites em órbita, e assim procederam. Esse iniciativa, requeria atingir uma velocidade de Mach 18, mas o maior problema, era o custo, não só financeiro, pois
não havia fundos disponíveis para um projeto desse tipo, mas também o custo político, pois ele estaria competindo não só com o projeto apoiado pelo presidente,
o Vanguard, da Marinha, como também o Jupiter-C do Exército e o Thor-Able da Aeronáutica.

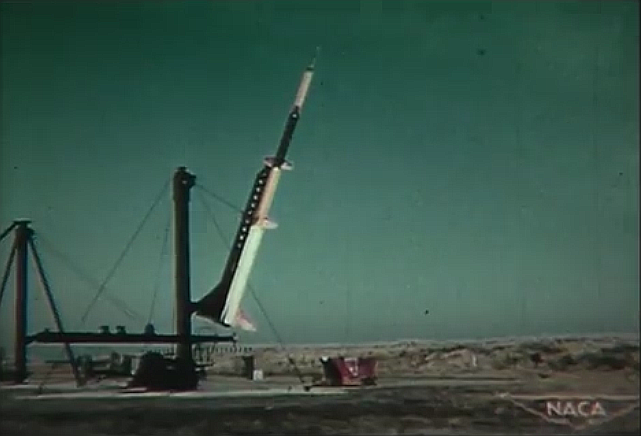
Um protótipo de foguete multiestágios desenvolvido em Langley.

Apesar da falta de apoio interno e externo, os engenheiros da PARD continuaram com o projeto, mesmo quando ocorreu a Crise do Sputnik, assim expressada
por um desses engenheiros:
| “ | Nós estamos desapontados pelo fato de não termos sido os primeiros, mas por outro lado, isso reafirmou que estamos no caminho certo, nós devemos obter apoio daqui por diante, porque é importante para o País, continuar tentando, e nós fazemos parte desse jogo. O Sputnik fez com que os membros no PARD começassem a pensar num outro nível de pesquisas que antes estavam além do que seria considerado normal. | ” |

Em Março de 1958, um antigo membro da PARD, John W. "Gus" Crowley, agora diretor da NACA, deu novas esperanças ao grupo, solicitando um relatório sobre um "Programa
de Tecnologia Espacial", nesse relatório, submetido em 15 de Maio, o pessoal da PARD, incluiu o seu conceito de lançador, como um dos requisitos para pesquisar
os problemas pertinentes a voos tripulados e reentradas na atmosfera. Esse relatório, estabelecia um custo previsto de $4 milhões para o desenvolvimento desse
veículo lançador. Antes mesmo que o relatório fosse divulgado, o pessoal de Langley, solicitou uma autorização de pesquisa para: "cobrir a investigação de um
foguete de quatro estágios a combustível sólido, capaz de colocar em uma órbita de 800 km, um satélite de 68 kg". A aprovação formal dessa solicitação, demorou
apenas algumas semanas, fazendo com que o veículo proposto pelo pessoal da PARD, passasse a fazer parte do programa espacial.

## Desenvolvimento

### Primeiros passos

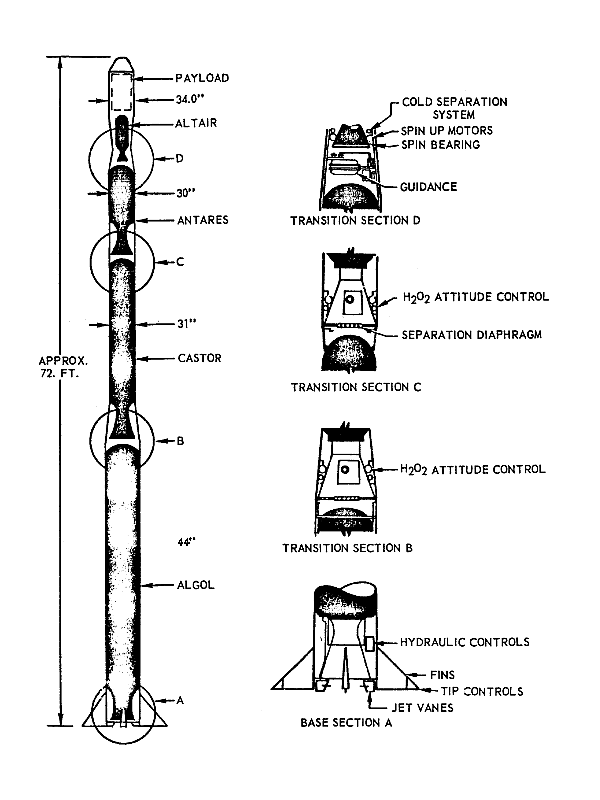
Esquema da configuração do foguete Scout.

No início de 1959, depois de análises técnicas e revisões intensivas, e usando a prática de "desenvolvimento sob contrato", o pessoal de Langley definiu o desenho
básico e selecionou os principais fornecedores:
- O primeiro estágio, o motor Algol de 1 m de diâmetro, seria uma combinação das tecnologias dos motores Jupiter Senior e Polaris, produzidos pela Chemical Systems Division (CSD), hoje incorporada pela United Technologies Corporation;
- O segundo estágio, o motor Castor com 79 cm de diâmetro, seria derivado do motor do míssil Sergeant do Exército, fabricado pela divisão Redstone da Thiokol;
- O terceiro estágio, o motor Antares com 76 cm de diâmetro, seria uma evolução do motor X248 fabricado pelo ABL, na época operado pela Hercules Powder Company, que viria a ser chamado de X259;
- O quarto estágio, o motor Altair com 65 cm de diâmetro (86 cm na coifa de proteção térmica da carga útil), era também, uma versão melhorada do motor X248, também fabricado pelo ABL, na época operado pela Hercules Powder Company.

Unindo esses quatro estágios, existiam "seções de transição", contendo: controles de ignição, direção e atitude, motores para gera rotação e sistemas de separação.
A fabricação do veículo ficou sob a responsabilidade da então Ling-Temco-Vought (LTV) (Chance Vought Corporation) e os sistemas de direção e controle,
ficaram a cargo da Honeywell. O veículo Scout original, media 22 metros e pesava 16.782 quilos, os quatro estágios juntos, geravam um empuxo total de 889 kN.
Essas características, seriam suficientes, com folga, para colocar em órbita a carga útil proposta de 68 kg, no entanto, em uma órbita de 482 km ao invés da
órbita proposta de 804 km. Mais tarde, versões melhoradas desse foguete (Scout G), lançaram cargas úteis de mais de 150 kg em órbitas variando entre 415 e 433 km,
ou cargas úteis de 95 kg em órbitas variando entre 753 e 882 km.

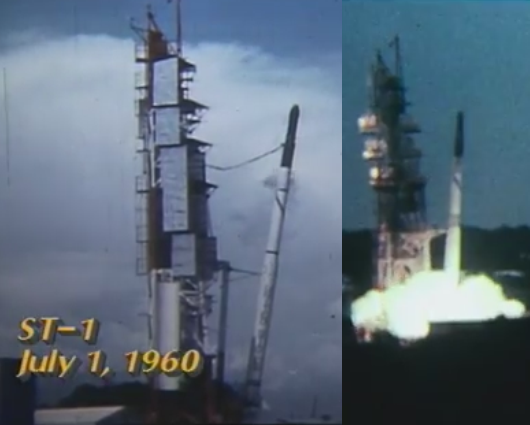
O primeiro Scout (ST-1), lançado na tarde de 1 de Julho de 1960.

Para um foguete tão pequeno se comparado com os demais projetos, o Scout adquiriu grande importância como projeto concebido, projetado e em sua maior parte
construído em Langley. Os componentes eram levados para Wallops Island para integração e lançamento, tornando a operação muito ágil.
Apenas em Fevereiro de 1960, foi criado um grupo de trabalho formal, o "Scout Project Group", para coordenar o projeto. Começou pequeno com apenas 9
membros, representando os departamentos de Langley e as empresas envolvidas. Já em 1962, esse grupo era constituído por mais de 200 pessoas.

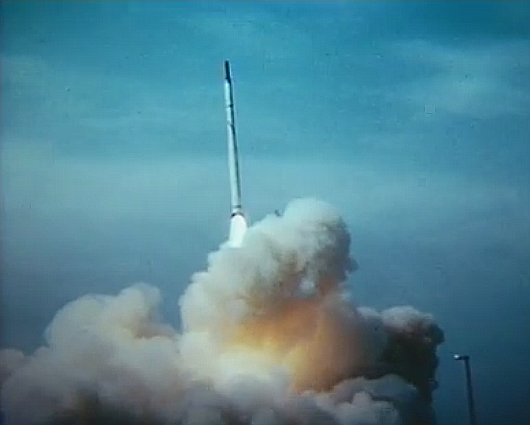
O primeiro Scout totalmente bem sucedido, o (ST-2), lançado na tarde de 4 de Outubro de 1960.

Depois de uma tentativa frustrada de lançar um foguete Scout com os segundo e quarto estágios inertes em Abril de 1960, o primeiro voo de um foguete Scout completo,
o ST-1 ocorreu em 1 de Julho de 1960, passando a ser o maior foguete até então lançado do campo de Wallops Island. Apesar de o
comportamento do foguete e seus estágios ter sido o esperado, um pequeno desvio de rota forçou o acionamento do sistema de autodestruição.
Em 4 de Outubro de 1960, o ST-2 foi a primeira missão do projeto a obter o status de "sucesso completo", apesar de não ser um voo orbital. Com isso,
os líderes do projeto consideraram o foguete "pronto para o serviço", e atendendo a três tipos de missão: colocar pequenos satélites em órbita, efetuar estudos de
reentrada em alta velocidade testando materiais não abrasivos e lançar instrumentos de pesquisa a grandes altitudes. Fazendo do Scout um veículo único, que se
enquadrava ao mesmo tempo, em duas categorias: veículo lançador e foguete de sondagem.
Mais uma tentativa de lançamento mal sucedida, ocorreu ainda em 1960 (o ST-3), o primeiro lançamento orbital efetuado com sucesso por um foguete Scout, o ST-4
ocorreu em 16 de fevereiro de 1961, colocando em órbita o satélite Explorer 9, de 7 kg usado para estudos de densidade atmosférica.
O lançamento do Scout ST-5 em Junho de 1961, transcorreu sem problemas nos primeiros dois estágios, mas o terceiro falhou e a carga útil (um satélite científico
conhecido como S-55 para estudos de micrometeoritos, se perdeu.

### Revisão

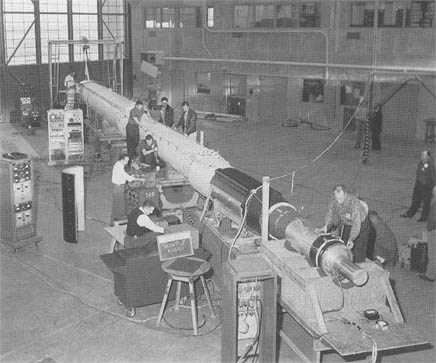
Técnicos da Vought e da NASA realizam a integração de um foguete Scout (1960).

Depois de alguns sucesso e várias falhas (dos quatro lançamentos efetuados em 1962, três resultaram em falha), a NASA decidiu por um programa de recertificação
de 14 meses para aumentar o grau de confiabilidade desse veículo. Esse processo, foi conduzido pelo assim chamado "Tiger Team", uma espécie de "equipe de
choque de ordem", composta por membros da NASA, da Ling-Temco-Vought (LTV) e da USAF. A missão dessa equipe, era:
"revisar completamente o gerenciamento do projeto do veículo e padronizar o processo ao nível mais alto possível". Essa estratégia de "uma equipe de choque de ordem",
já havia sido empregada com sucesso pela NASA em vários outros projetos.

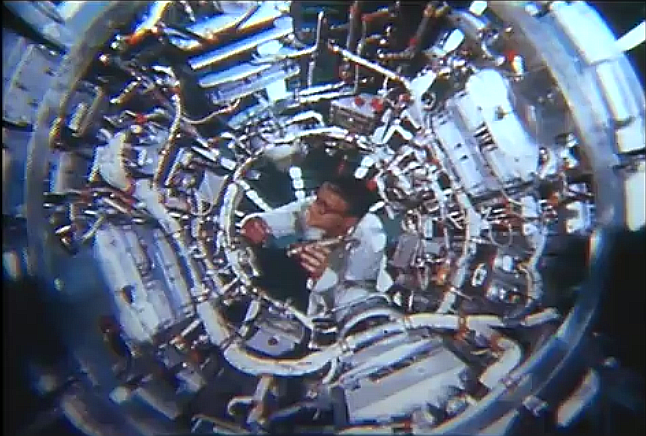
Técnicos trabalhando na recertificação do foguete Scout.

A falha mais significativa, que demonstrou na prática o sério problema de falta de confiabilidade do veículo, ocorreu em 20 de Junho de 1963, com o S110, quando
alguns segundos após o lançamento, teve o seu primeiro estágio envolvido por chamas a partir sua base e explodiu, lançando destroços sobre o centro de lançamento.
A partir desse acidente, foi detectado pelo "Tiger Team", problemas na tubeira que não haviam sido detectados durante as fazes de teste e de produção, e investigações
mais detalhadas, deixaram claro que cada um dos problemas enfrentados até então, tinham origens diferentes. Isso, por si só era o maior dos problemas, pois não
havia confiança em nenhum dos componente do veículo.

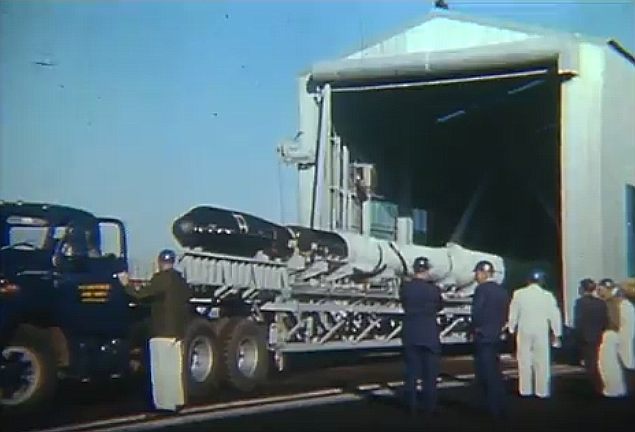
Um foguete Scout sai da linha de montagem com "garantia de qualidade".

Essa iniciativa, começou gerando um relatório detalhado para implementar equipamentos e procedimentos de teste, e padrões rigorosos de uso dos dois. Com isso,
todos os 27 foguetes já fabricados, retornaram para a LTV em Dallas, para que fossem desmontados e inspecionados. As soldas foram inspecionadas com raios-X e
microscópios. no final do processo, a lista de verificações pré lançamento incluía mais de 800 itens. Equipes adicionais do tipo "Tiger Team", foram enviadas
para Wallops Island e Vandenberg AFB para garantir que os novos padrões estavam sendo seguidos.
O primeiro teste dessa nova rotina de trabalho ocorreu em 19 de Dezembro de 1963, com o Scout S122R, que teve como resultado um sucesso completo.
Esse processo de enfrentar os problemas de frente e solucioná-los, deu frutos. Depois desse longo processo, a equipe estava mais motivada, e confiante de
que haviam identificado os problemas entendido os motivos e solucionado cada um deles. A partir de então, nenhum outro foguete Scout saiu da linha de montagem
sem passar por todos os critérios de certificação e garantia de qualidade. Com essas medidas, o ânimo grupo se desenvolvimento do foguete Scout, se recuperou das
falhas anteriores. Os primeiros três lançamento depois da recertificação em Dezembro de 1963 (em Vandenberg AFB), Março de 1964
(em Wallops Island), e Junho de 1964 (em Vandenberg AFB), resultaram em sucesso ao orbitar satélites.
Entre Julho de 1964 e Janeiro de 1967, o foguete Scout estabeleceu a marca de 22 lançamentos consecutivos bem sucedidos. Apenas um dos foguetes que passaram pelo
processo de revisão falhou, diminuindo muito a "pressão" sobre o grupo de trabalho.

### Conclusão
O voo de número 100 do foguete Scout ocorreu em 2 de Junho 1979, com o Ariel 6 (UK 6), a bordo. Era um Scout D-1, e foi mais uma missão cumprida com
sucesso. O foguete Scout, realizou um total de 113 voos sob a direção do pessoal da NASA em Langley. O último deles antes da transferência do projeto para o
Goddard Space Flight Center e a LTV, ocorreu em 9 de Maio de 1990 a partir da Vandenberg AFB. Como resultado desses voos, os engenheiros
da NASA e das empresas contratadas produziram mais de 1.300 relatórios técnicos e científicos, sobre vários aspectos sobre o desenho do foguete, sua performance
e as descobertas das missões.
Para o início do programa espacial dos estados Unidos, o Scout se mostrou essencial, nas pesquisas sobre os efeitos da reentrada e voos supersônicos para os
futuros voos espaciais tripulados. Uma missão inusitada, em Novembro de 1970, o foguete colocou dois sapos boi em órbita, o que
permitiu à NASA estudar os efeitos do espaço sobre o ouvido interno e por consequência, um melhor entendimento das causas do "enjoo espacial" que afetou
vários astronautas ao longo dos anos.
O foguete Scout em suas versões militares Blue Scout, colocaram em órbita cargas secretas para as necessidades militares. Além disso, foi usado para colocar em
órbita satélites de outros países, incluindo: Alemanha, Holanda, França Reino Unido, e a Agencia Espacial Europeia. Além desses, a Itália firmou um acordo com a NASA
e lançou uma série de satélites usando foguetes Scout a partir do Centro espacial Luigi Broglio no Quênia.
Em resumo, apesar de pouco conhecido fora dos círculos da NASA, o foguete Scout foi uma das mais refinadas peças de engenharia na história da exploração espacial,
conforme expressado por um de seus engenheiros.
| “ | O Scout se tornou tão confiável, que os seus operadores podiam ter como certo o sucesso das missões. Com isso, eles podia focar apenas nos objetivos científicos e na construção dos satélites.... Ele acabou sendo o menor dos foguetes lançadores da NASA, e não atingiu o mesmo nível de publicidade dos maiores. No entanto, ao longo dos anos, ele provou ser veículo muito confiável e consistente | ” |

O último dos mais de 148 lançamentos de um foguete Scout (um Scout G-1), ocorreu em 9 de maio de 1994. A carga útil desse último voo, foi o
satélite militar Miniature Sensor Technology Integration 2 (MSTI-2), com uma massa de 163 kg que permaneceu em órbita até 1998.

## Dados técnicos do veículo
O último e mais recente modelo da família Scout de foguetes, foi o Scout G, com as seguintes características:
- Altura: 26 m
- Diâmetro: 1,14 m
- Massa total: 20.930 kg
- Carga útil: 210 kg
- Empuxo inicial: 395,50 kN

### 1º estágio

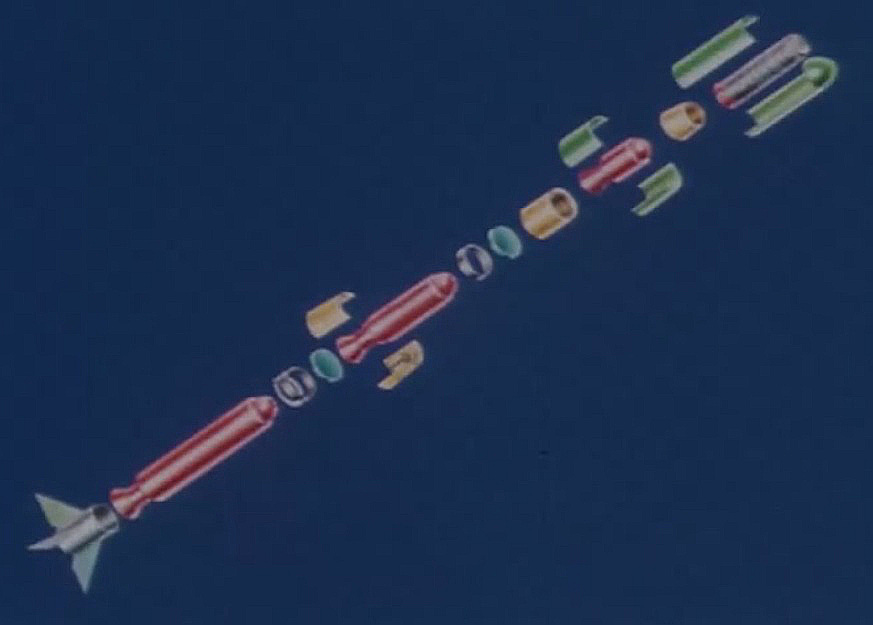
Esquema geral de um foguete da família Scout.

NomeAlgol 3 - Fabricante: Chemical Systems Division (CSD), hoje incorporada pela United Technologies Corporation
- Altura: 9,40 m
- Diâmetro: 1,14 m
- Massa total: 14.320 kg
- Massa vazio: 1.600 kg
- Empuxo (vácuo): 471,905 kN
- Isp: 284 seg.
- Tempo de combustão: 75 seg.
- Isp(sl): 238 seg.
- Combustível: sólido

### 2º estágio

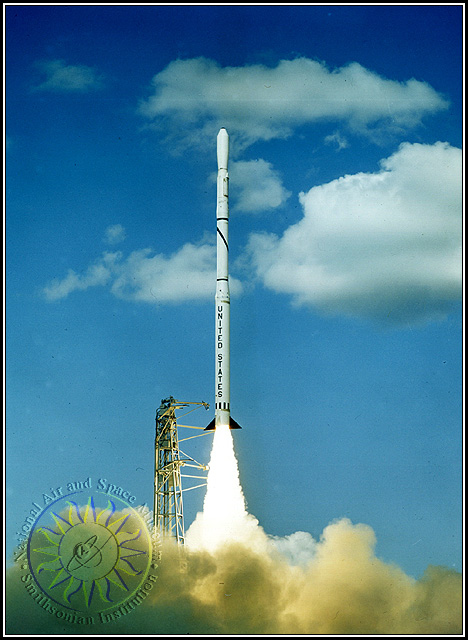
O lançamento de um foguete Scout D.

NomeCastor 2 - Fabricante: Thiokol
- Altura: 6,04 m
- Diâmetro: 79 cm
- Massa total: 4.424 kg
- Massa vazio: 695 kg
- Empuxo (vácuo): 258.915 kN
- Isp: 262 seg.
- Tempo de combustão: 37 seg.
- Isp(sl): 232 seg.
- Combustível: sólido

### 3º estágio
NomeAntares 3A - Fabricante: ABL, na época operado pela Hercules Powder Company
- Altura: 3,51 m
- Diâmetro: 76 cm
- Massa total: 1.637 kg
- Massa vazio: 352 kg
- Empuxo (vácuo): 80,796 kN
- Isp: 295 seg.
- Tempo de combustão: 48 seg.
- Isp(sl): 0.0000 seg.
- Combustível: sólido

### 4º estágio
NomeAltair 3 - Fabricante: ABL, na época operado pela Hercules Powder Company
- Altura: 2,53 m
- Diâmetro: 64 cm
- Massa total: 301 kg
- Massa vazio: 25 kg
- Empuxo (vácuo): 27,400 kN
- Isp: 280 seg.
- Tempo de combustão: 27 seg.
- Isp(sl): 255 seg.
- Combustível: sólido

## Membros da família
Os membros da família Scout foram os seguintes
- Da NASA
  - Scout A
  - Scout B
  - Scout C
  - Scout D
  - Scout E
  - Scout F
  - Scout G

- Da USAF
  - Blue Scout I
  - Blue Scout II
  - Blue Scout Junior